# Pixel Tablet

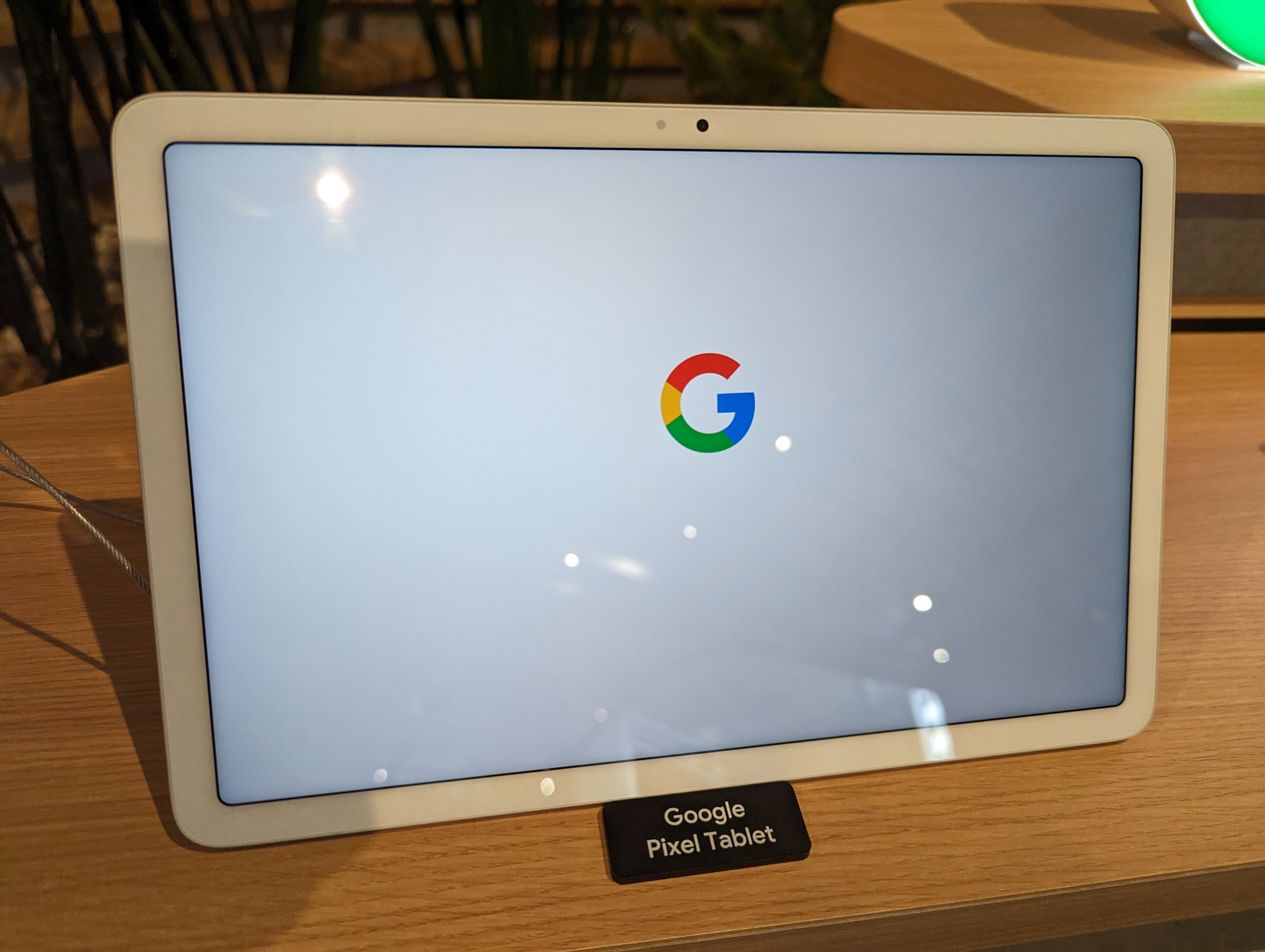
Pixel Tablet

O Pixel Tablet é um tablet Android projetado, desenvolvido e comercializado pelo Google e fabricado pela Lenovo como parte da linha de produtos Google Pixel. Ele foi apresentado na palestra principal do Google I/O em maio de 2022 e finalmente revelado em maio de 2023. Foi lançado em junho de 2023.

## História
Em junho de 2019, o Google disse ao Business Insider e à Computerworld que sua divisão de hardware não desenvolveria mais tablets, após a recepção medíocre do tablet Pixel Slate com ChromeOS lançado no ano anterior. A produção foi interrompida em um sucessor do Pixel Slate, bem como em dois tablets não anunciados, com a empresa voltando a focar sua atenção na série de laptops Pixelbook. Em março de 2022, o 9to5Google relatou que a empresa estava desenvolvendo um monitor inteligente com Google Assistente semelhante ao Nest Hub com uma tela destacável no estilo tablet. Em 11 de maio, durante a palestra principal do Google I/O de 2022, o Google revelou uma prévia de um próximo tablet Android da marca Pixel equipado com o sistema em chip (SoC) Google Tensor, a ser lançado no ano seguinte. O tablet foi certificado pela Universal Stylus Initiative no final daquele mês, indicando suporte para canetas stylus. O Google anunciou oficialmente o Pixel Tablet no evento 2022 Made by Google em 6 de outubro.[carece de fontes?] Em abril de 2023, o Pixel Tablet foi aprovado pela Comissão Federal de Comunicações. O Google revelou detalhes adicionais sobre o dispositivo durante a palestra anual do Google I/O em 10 de maio de 2023.

## Especificações

### Design
O Google compartilhou uma breve olhada no tablet Pixel no evento Google I/O 2022. O vídeo apresenta o design suave e arredondado do dispositivo, incluindo o que parece ser um suporte feito de um material fosco e de toque suave. Além disso, o Pixel Tablet possui duas câmeras – uma na frente e outra na parte de trás do aparelho. Ele também traz dois alto-falantes em sua borda direita e um botão liga/desliga logo acima da câmera traseira, no canto superior direito do corpo. O Google também mencionou que o Pixel Tablet tem um corpo feito de alumínio 100% reciclado e possui um revestimento de nanocerâmica.

### Hardware
O Pixel Tablet vem com uma tela LCD WQXGA de 10,95 pol. (278 mm) a 276 ppi com uma resolução de 2560 × 1600 pixels e uma proporção de 16:10. Ele contém uma câmera traseira de 8 megapixels e uma câmera frontal de 8 megapixels. Ambas as câmeras podem filmar vídeo 1080p a 30 quadros por segundo.
O Pixel Tablet contém uma bateria de 27 Wh e pode carregar a 15 watts usando a base de carregamento incluída. Ele estará disponível com 128 ou 256 GB de armazenamento e 8 GB de RAM LPDDR5. O Pixel Tablet contém um processador Google Tensor G2 e um módulo de segurança Titan M2.

### Software
O Pixel Tablet foi enviado com o Android 13 no lançamento e suporta 3 anos de atualizações do Android e 5 anos de atualizações de segurança.